# Melanargia barcinonaria
Melanargia barcinonaria är en fjärilsart som beskrevs av De Sagarra 1924. Melanargia barcinonaria ingår i släktet Melanargia och familjen praktfjärilar. Inga underarter finns listade i Catalogue of Life.